# وليام هنري سميث
وليام هنري سميث (بالإنجليزية: William Henry Smyth)‏ (و. 1788 – 1865 م) هو عالم فلك، وعالم آثار من المملكة المتحدة . وكان عضواً في الجمعية الملكية، والأكاديمية الأمريكية للفنون والعلوم، والجمعية الجغرافية الملكية .ويحمل رتبة عسكرية أدميرال .
توفي في أيلزبري، عن عمر يناهز 77 عاماً.

## الخدمة العسكرية
خدم في البحرية الملكية البريطانية.

## جوائز
حصل على جوائز منها:
- ميدالية المؤسس  [لغات أخرى]‏ (1854)
- الميدالية الذهبية للجمعية الفلكية الملكية (1845)
- زميل في الجمعية الملكية (1826).